# リモート・コントロール (曲)
「リモート・コントロール」（Remote Control）は、ザ・クラッシュのアルバム『白い暴動』に収録され、シングルカットされた曲。抑圧と服従に対する反抗のメッセージ・ソングである。
ミック・ジョーンズが悲惨な「アナーキー・ツアー」の後に書いた曲で、コンサートを中止させた役人、警察、大企業（特にレコード会社）へ目を向けている。1977年12月7日の「メイフェア会議」で同ツアーへのサポートを反故にしたEMIの株主、そして古い貴族ネットワークや救いようのない政治家達に触れる。
クラッシュは実質的にこの曲を認めておらず、曲のリリースはバンドの許可なしにCBSが勝手に行った物である。『メロディ・メイカー』誌にはすでに「ジェニー・ジョーンズ」が次のシングルだと公表しており、CBSの行為に対して憤っていた。皮肉にもこの曲はクラッシュの反逆精神のシンボルとなったが、この件について次のシングル「コンプリート・コントロール」の歌詞の最初で言及されている。
やつらは「リモート・コントロール」をリリースするだと。俺たちはそんなレッテル張りは望んじゃいないのに。